# Kidd's Orange Red
Kidd's Orange Red es el nombre de una variedad cultivar de manzano (Malus domestica). 
Un híbrido de manzana diploide de Parental-Madre 'Cox's Orange Pippin' y polen de Parental-Padre 'Delicious', creado en 1924 en Greytown, Wairarapa, Nueva Zelanda por JH Kidd. Se introdujo en el Reino Unido aproximadamente en 1932. Las frutas tienen una pulpa firme, crujiente, jugosa y dulce con un rico sabor aromático.

## Sinonimia
- "Delco",
- "Kidd’s Orange",
- "Kidd’s 28".

## Historia
'Kidd's Orange Red' es una variedad de manzana, híbrido de manzana diploide de Parental-Madre 'Cox's Orange Pippin' y polen de Parental-Padre 'Delicious', creado en 1924 en Greytown town, Wairarapa Valley, Nueva Zelanda por James Hutton Kidd, y fue introducido en el Reino Unido aproximadamente en 1932.
'Kidd's Orange Red' está cultivada en diversos bancos de germoplasma de cultivos vivos tales como en National Fruit Collection (Colección Nacional de Fruta) de Reino Unido con el número de accesión: 1973-158 y nombre de accesión 'Kidd's Orange Red'

## Características
'Kidd's Orange Red' es un árbol de un vigor moderadamente vigoroso. Portador de la espuela de extensión erguida, moderadamente vigoroso. No es ideal para áreas de cultivo húmedas. Buen cultivo, produce una buena cosecha anualmente, pero es necesario aclararlo para mantener el tamaño de la fruta. Tiene un tiempo de floración que comienza a partir del 6 de mayo con el 10% de floración, para el 12 de mayo tiene una floración completa (80%), y para el 20 de mayo tiene un 90% caída de pétalos.
'Kidd's Orange Red' tiene una talla de fruto medio; forma ligeramente cónica y abultada con una altura promedio de 54,00 mm y una anchura de 67,00 mm; con nervaduras medias; epidermis tiende a ser dura suave con color de fondo es amarillo con un sobre color extenso rubor rojo anaranjado, y marcado con rayas más oscuras, importancia del sobre color medio-alto, y patrón del sobre color rayado / chapa, algunas manchas de ruginoso-"russeting", especialmente alrededor de la cavidad del tallo, presenta numerosas lenticelas medianas a pequeñas, justo antes de la maduración, a menudo hay un rubor rosado sobre la fruta, ruginoso-"russeting" (pardeamiento áspero superficial que presentan algunas variedades) bajo; cáliz es medio y abierto, asentado en una cuenca estrecha y poco profunda; pedúnculo es de longitud medio y de un calibre medio, colocado en una cavidad profunda y estrecha, presenta en sus paredes mancha de ruginoso-"russeting"; carne es de color crema claro, densa, firme, y crujiente, muy jugoso. Con sabor aromático, meloso y dulce; más dulce, de hecho, que el Cox, gracias al padre Red Delicious.
Su tiempo de recogida de cosecha se inicia a principios de octubre. Se mantiene bien hasta cuatro meses en cámara frigorífica.

## Progenie
'Kidd's Orange Red' es el Parental-Madre de las variedades de manzanas:
- 'Imperial Gala'
- 'Gala'

'Kidd's Orange Red' es el Parental-Padre de las variedades de manzanas: 
- 'Telstar'

A partir de 'Kidd's Orange Red' se ha obtenido el desporte mutación reconocido de:
- 'Captain Kidd'

## Usos
Una excelente manzana para comer en postre de mesa, también utilizada para cocinar. Hace excelentes jugos de manzana. También se utiliza en la elaboración de sidra.

## Ploidismo
Diploide, autoestéril. Grupo de polinización: D, Día 12.